# Oscar Godeffroy
Hermann Oscar Godeffroy (* 10. April 1875 in Hamburg; † 8. Dezember 1953) war ein deutscher Kaufmann. Godeffroy war Geschäftsführer der Deutsches Kohlendepot G.m.b.H., Überseeische Kohlenstationen in Hamburg.

## Leben und Tätigkeit

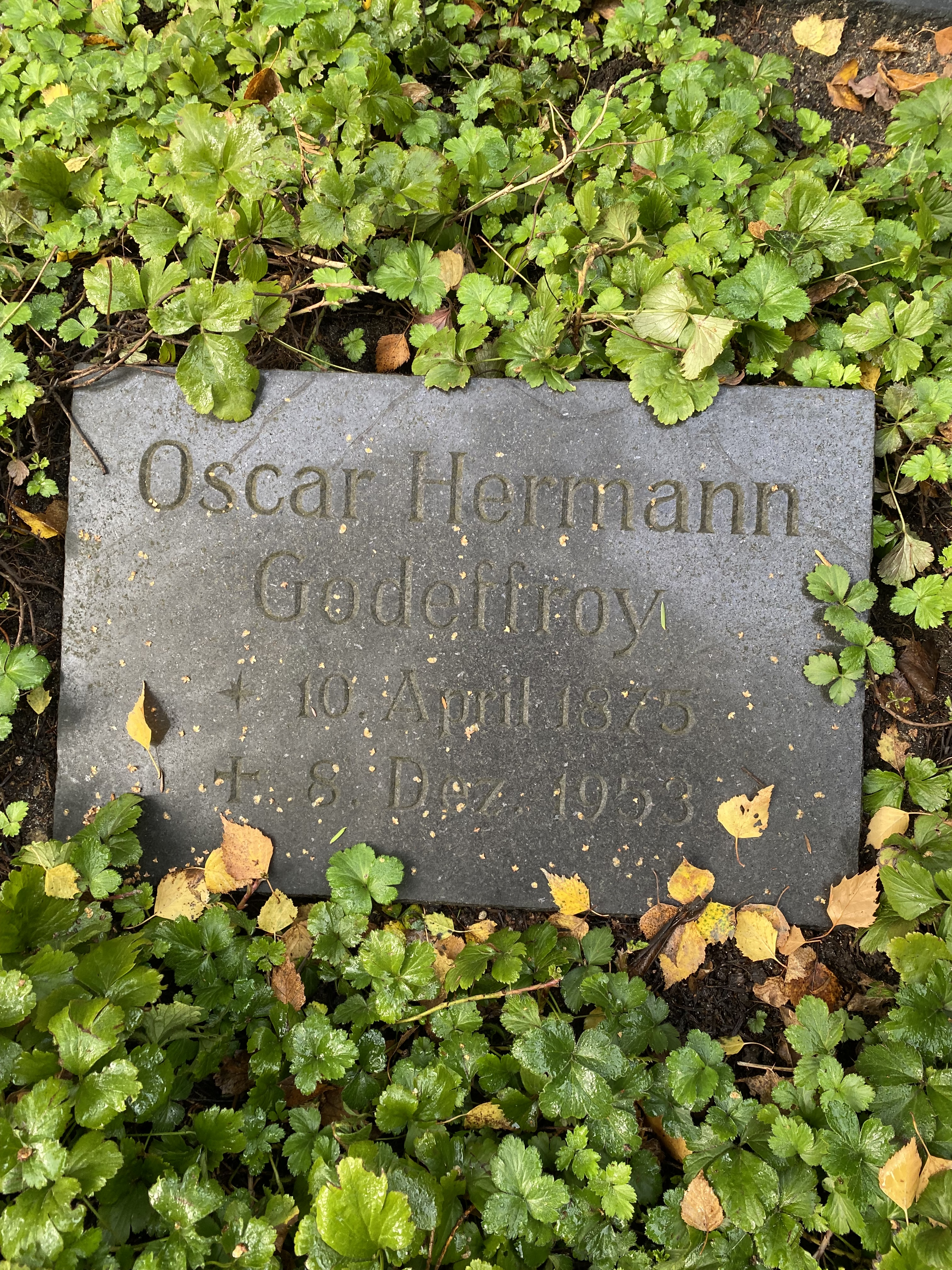
Kissenstein in der Familiengrabstätte

Godeffroy gehörte einer Hamburger Familie hugenottischer Abstammung an.  Sein Vater war Johan Cesar Godeffroy (1838–1912), seine Mutter Elisabeth Donner (1845–1932).
Godeffroy unternahm im Zuge seiner Ausbildung Reisen nach England (1896), in die Schweiz (1897), nach Singapur (1898) und nach Kobe (1899).
Seit dem 1. November 1900 war Godeffroy Leiter der Deutsches Kohlen-Depot Algiers G.m.b.H. Im Alter von 26 Jahren stand er ab August 1901 an der Spitze der Deutsches Kohlen-Depot G.m.b.H. in Hamburg. Größter Anteilseigner war das Rheinisch-Westfälische Kohlen-Syndikat. Weitere Gesellschafter waren Reedereien u. a. Norddeutscher Lloyd, HAPAG und Hamburg-Süd. Ein Aufsichtsrat kontrollierte die Geschäftsführung. Unter seiner Ägide durchlief die Firma einen steilen Aufstieg (1900: 23.000 Tonnen Export; 1909: 1.100.000 Tonnen Export; 1913: 1.500.000 Tonnen Ausfuhr, 1918: 16.000 Tonnen Ausfuhr; 1925: 1.000.000 Tonnen Ausfuhr). Während des Ersten Weltkriegs wurden von 12 Kohlenstationen von Godeffroys Firma 8 liquidiert.
Godeffroy war Mitglied des Aufsichtsrates der Jaluit-Gesellschaft, der Société Commerciale de l’Océanie, der Fleisch-Einfuhr-Gesellschaft AG und Vorstandsmitglied des Nationalclubs Hamburg.
Oscar Godeffroy verstarb im Alter von 78 Jahren und wurde in der Familiengrabstätte auf dem Nienstedtener Friedhof beigesetzt.

## Familie
Godeffroy war zweimal verheiratet und hatte einen Sohn und drei Töchter.